# Nýrov
Nýrov (hanácky Nérov) je obec v okrese Blansko v Jihomoravském kraji. Žije zde 220 obyvatel.

## Název
Název Nýrov je jmenná podoba přídavného jména nyrový odvozeného od starého nyra - "díra, doupě". Místní jméno tedy označovalo místo, kde byly díry.

## Historie
První písemná zmínka o obci pochází z roku 1368 (Nyrow). Osídlení zde bude i starší, což dokazuje objev hradiště či hrádku, dosud neurčeného stáří, nacházejícího se v lokalitě Hradisko asi 1,5 kilometru jihovýchodně od obce, podle některých pramenů až pravěkého původu. Podle pramenů měl Nýrov v období třicetileté války 12 domů, v roce 1790 se zvýšil počet domů na 30 a obyvatel na 181. V roce 1900 zde bylo 32 domů a 230 obyvatel. Obyvatelé Nýrova se po většinu existence živili prací na polích a v lesích, až 20. století přineslo do obce určitý rozvoj. V roce 1908 byla postavena základní škola, o šest let později byla postavena silnice, která spojovala obec s Kunštátem a Letovicemi. V období první republiky založili občané požární sbor, který přetrvává v obci až do dnešních dnů. V třicátých letech byla přivedena elektřina z elektrárny ve Zboňku.
Za druhé světové války na území obce operovali příslušníci partyzánských jednotek. Při obraně úkrytu v roce 1945, který byl prozrazen, čtyři z nich zahynuli. Za spolupráci s partyzány byli dva nýrovští občané gestapem zatčeni a popraveni. Hned po válce byl v katastru obce otevřen důl na žáruvzdorný jíl, předchůdce dnešní pískovny.
Když v roce 1948 přebrali moc komunisté, ztratil Nýrov část své samostatnosti. Život v obci ovlivnila kolektivizace. Těm hospodářům, kteří nebyli ochotni vstoupit do družstva, byl majetek přímo zabaven, zbytek zemědělců se přizpůsobil, nebo odešel pracovat jinam. Na konci šedesátých a na začátku sedmdesátých let se začaly v obci stavět rodinné domky, nový obchod, hospoda a kulturní dům, byla vybudována kanalizace a vodovod. Zemědělské družstvo stavělo nové objekty kanceláře, dílen a skladů, vznikla spojovací silnice do Sebranic. Obec měla v té době 61 trvale obydlených domů a 254 obyvatel. V období normalizace byl Nýrov přičleněn k obci Kunštát. V tomto období z Nýrova odcházeli lidé a byla uzavřena škola.
Po roce 1989 si občané zvolili samostatnost obce a vlastní samosprávu. Obec získala zpět svůj historický majetek, byla opět otevřena škola. V roce 2000 bylo dokončeno zavedení plynovodu.

## Obyvatelstvo
| Rok            | 1869 | 1880 | 1890 | 1900 | 1910 | 1921 | 1930 | 1950 | 1961 | 1970 | 1980 | 1991 | 2001 | 2011 | 2021 |
| -------------- | ---- | ---- | ---- | ---- | ---- | ---- | ---- | ---- | ---- | ---- | ---- | ---- | ---- | ---- | ---- |
| Počet obyvatel | 232  | 242  | 193  | 230  | 253  | 265  | 266  | 247  | 254  | 254  | 251  | 237  | 223  | 203  | 216  |
| Počet domů     | 38   | 38   | 32   | 32   | 34   | 38   | 49   | 58   | 58   | 61   | 61   | 75   | 74   | 74   | 84   |

## Obecní správa

### Obecní symboly
Znak a vlajka byly obci uděleny rozhodnutím předsedy Poslanecké sněmovny Parlamentu České republiky dne 27. května 2008.

## Zajímavosti
- Hradisko – jsou zde skromné zbytky, podle některých odborníků pravěkého původu, avšak je pravděpodobnější, že to jsou základy nedostavěného hrádku z 13. století.
- Partyzánská zemljanka – se nachází v lese pod hradištěm. Na místě původního úkrytu části partyzánské skupiny Jermak, která byla v lednu roku 1945 zlikvidována gestapem.
- Pamětní deska věnovaná Antonínu Pětovi, bývalému řediteli nýrovské základní školy a členu protifašistického odboje.[11]
- Památník k 15. výročí osvobození Československa od fašismu.

## Galerie

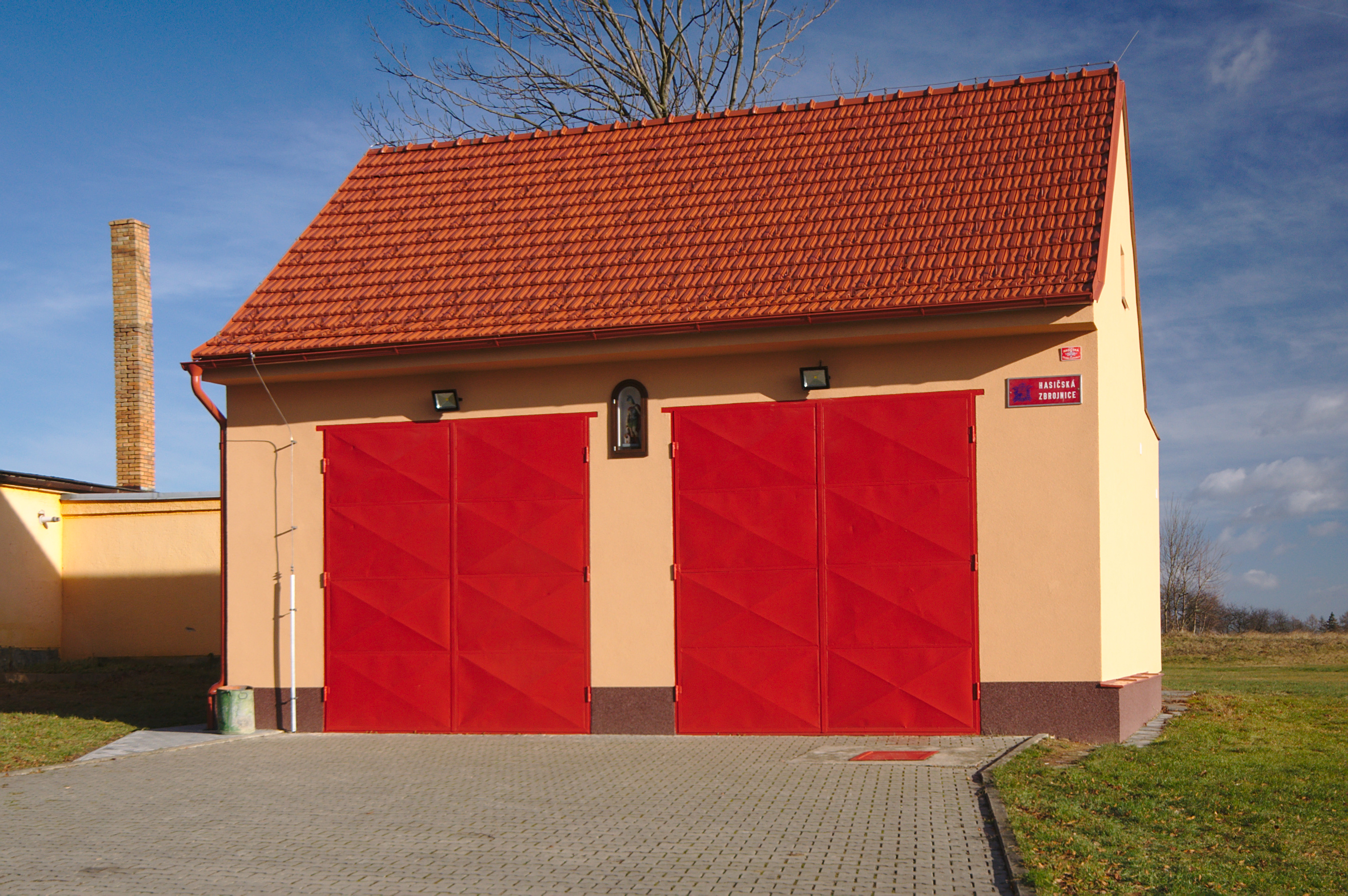
Hasičská zbrojnice
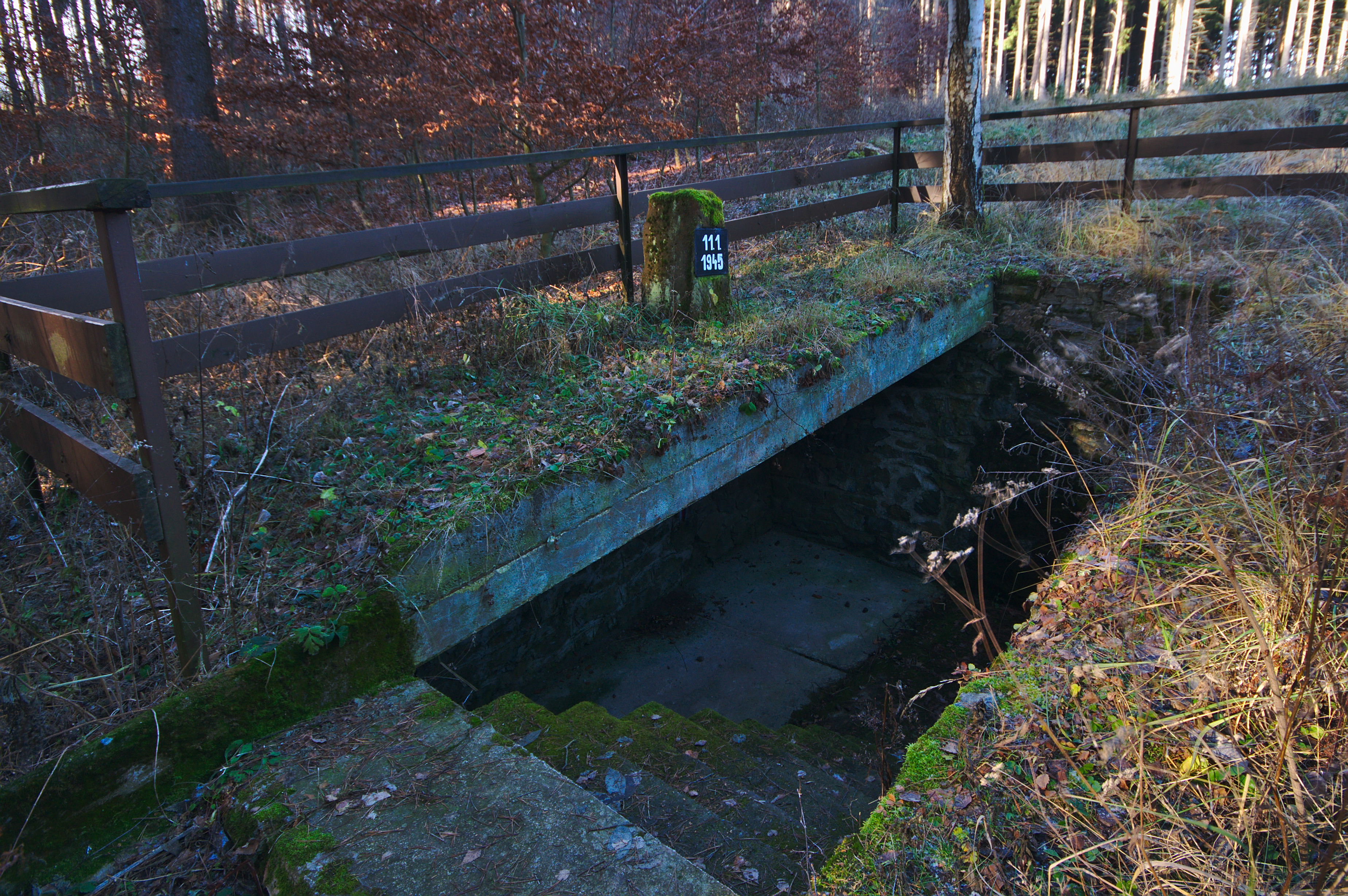
Zemljanka nedaleko Nýrova
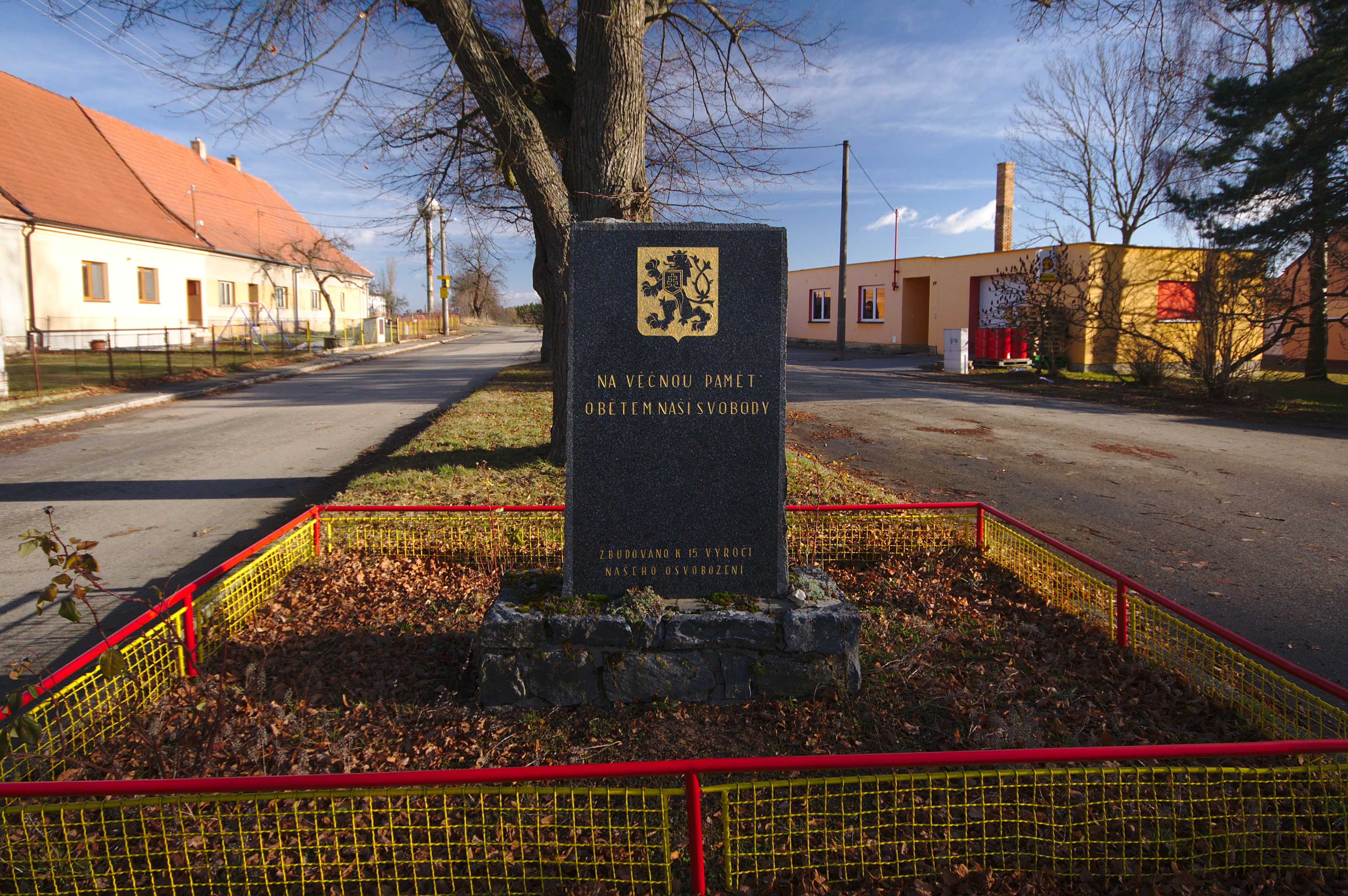
Památník k 15. výročí osvobození
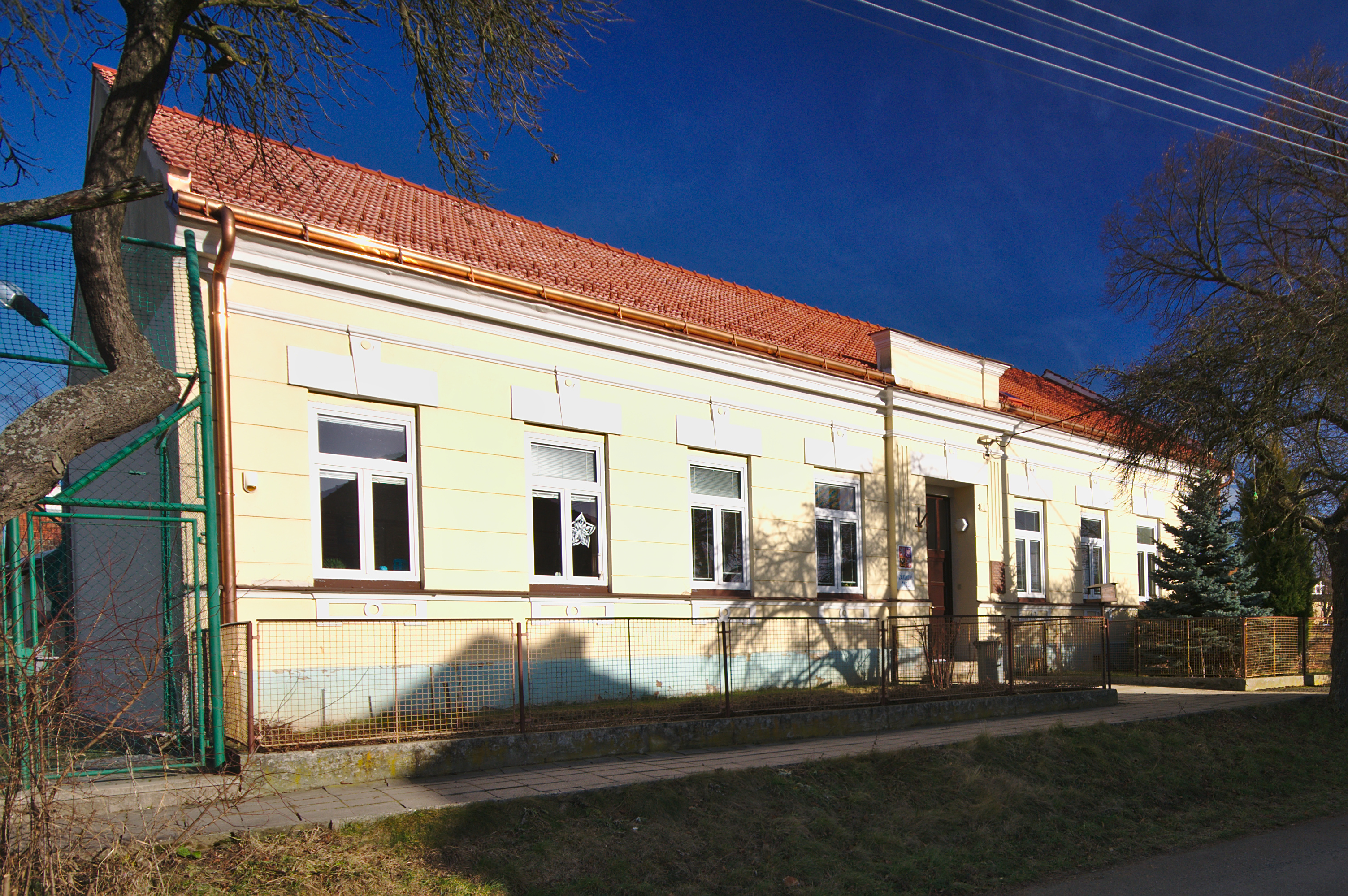
Základní škola
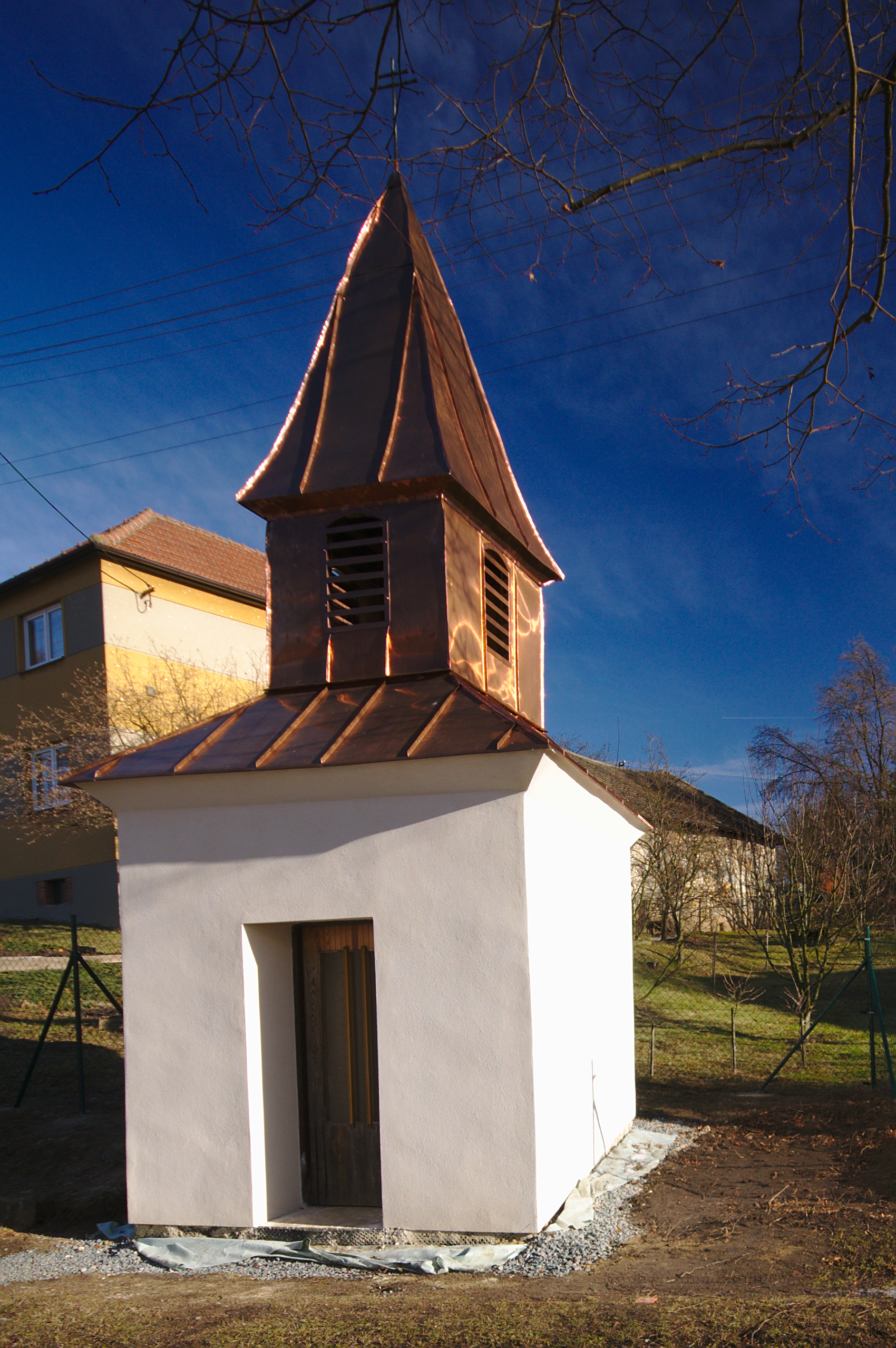
Kaplička
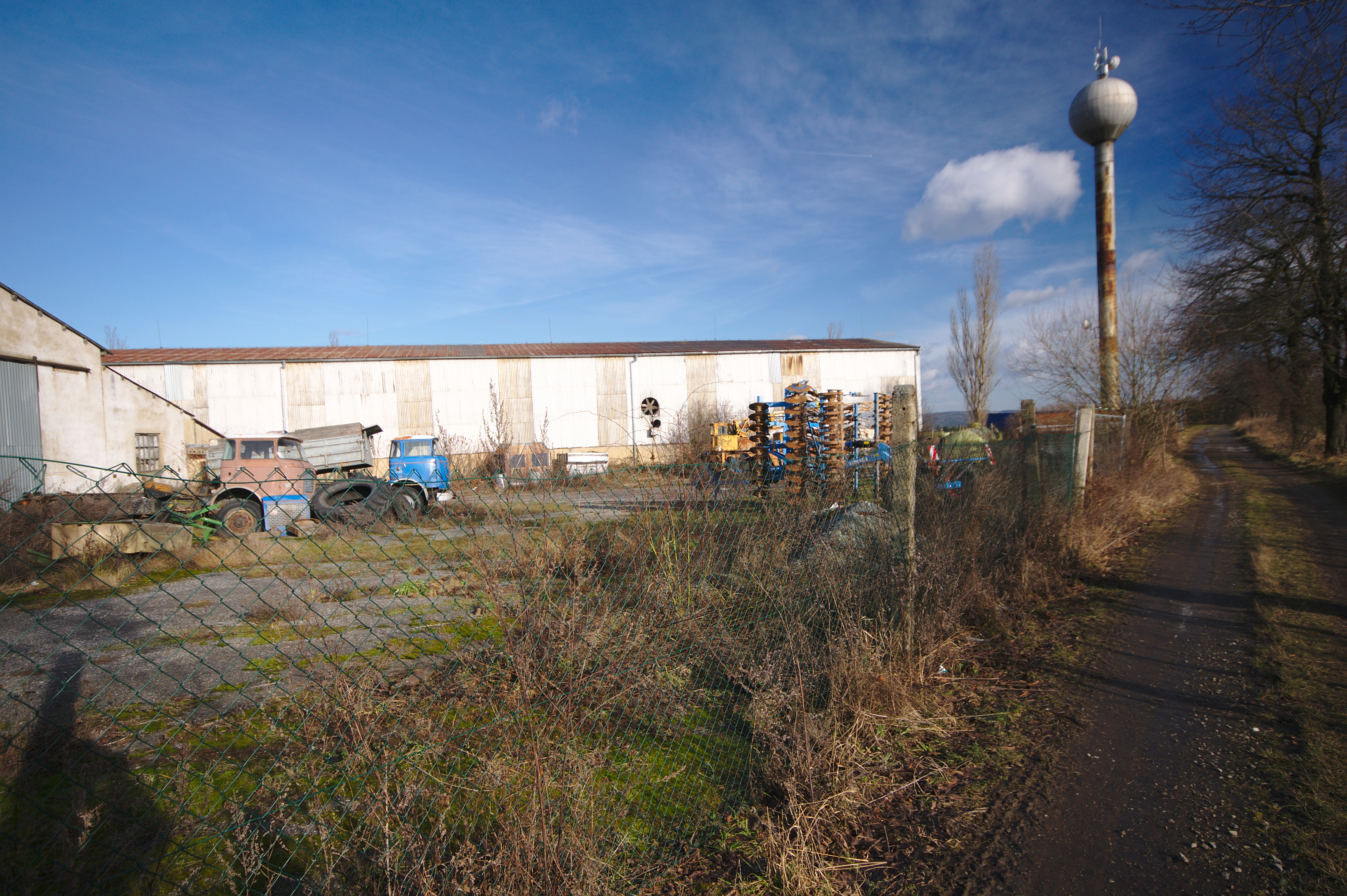
Nýrovský vodojem
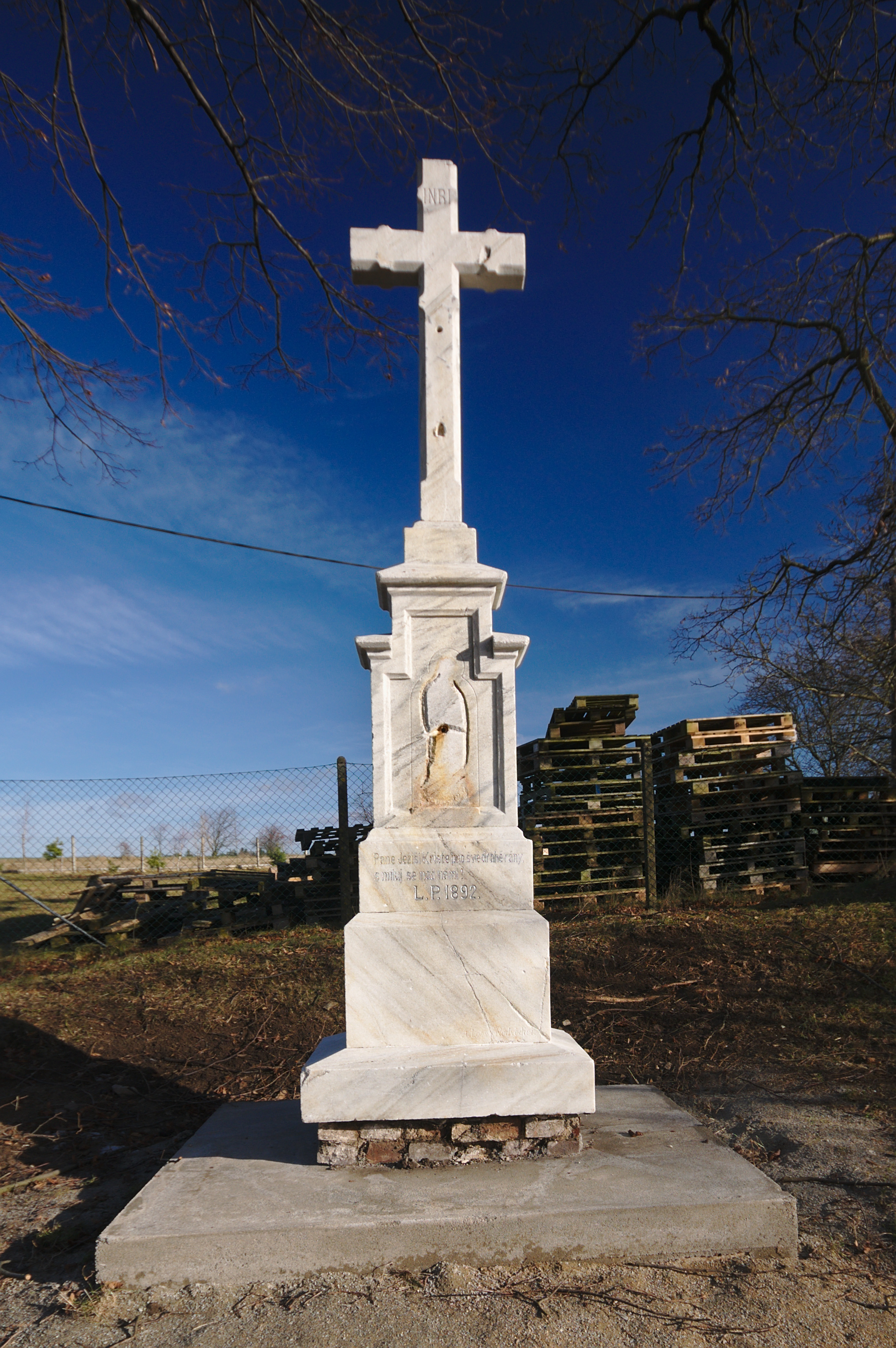
Kříž v jihovýchodní části obce